# Prvački trofej 2005. (hokej na travi)
27. Prvački trofej se održao 2005. godine.

## Mjesto i vrijeme održavanja
Održao se od 10. do 18. prosinca 2005.
Utakmice su se igrale u indijskom gradu Madrasu na stadionu Mayor Radhakrishnan. 

## Natjecateljski sustav
Igralo se po jednostrukom ligaškom sustavu. Za pobjedu se dobivalo 3 boda, za neriješeno 1 bod, a za poraz nijedan bod. 
Nakon ligaškog dijela, igralo se za poredak. Prvi i drugi na ljestvici su doigravali za zlatno odličje, treći i četvrti za brončano odličje, a peti i šesti na ljestvici za 5. i 6. mjesto. 6. je ispadao u niži natjecateljski razred.

## Sudionici
Sudjelovali su domaćin Indija, branitelj naslova Španjolska, Australija, Pakistan, Nizozemska i Njemačka.
Olimpijski pobjednik Australija se vratila na trofej nakon što je bojkotirala lanjsko izdanje trofeja. Nakon devet godina se održavanje vratilo i u Indiju.

### Australija
Trener: Barry Dancer
| 1. Jamie Dwyer 2. Liam de Young 3. Michael McCann 4. Nathan Eglington 5. Mark Knowles 6. David Guest 7. Luke Doerner 8. Grant Schubert 9. Bevan George (kapetan) | 1. Andrew Smith 2. Stephen Lambert (vratar) 3. Matt Naylor 4. Aaron Hopkins 5. Matthew Wells 6. Travis Brooks 7. Brent Livermore 8. Dean Butler 9. Stephen Mowlam (vratar) |

### Njemačka
Trener: Bernhard Peters
| 1. Christian Schulte (vratar) 2. Ulrich Bubolz (vratar) 3. Philip Witte 4. Carlos Nevado 5. Christoph Menke 6. Moritz Fürste 7. Jan-Marco Montag 8. Sebastian Biederlack 9. Justus Scharowsky | 1. Tibor Weißenborn 2. Niklas Meinert 3. Timo Weß (kapetan) 4. Christoph Zeller 5. Michael Purps 6. Matthias Witthaus 7. Philipp Zeller 8. Nico Sonnenschein 9. Sebastian Draguhn |

### Indija
Trener: Rajinder Singh
| 1. Bharat Chettri (vratar) 2. William Xalxo 3. Kanwalpreet Singh 4. Sandeep Singh 5. Ignace Tirkey 6. Prabjoth Singh 7. Ravipal Singh 8. Gagan Ajit Singh (kapetan) 9. Adrian d'Souza (vratar) | 1. Rajpal Singh 2. Viren Rasquinha 3. V Raja 4. Vinaya Vakkaliga Swamy 5. Arjun Halappa 6. Adam Sinclair 7. Harpal Singh 8. Vikram Pillay 9. Tushar Khandekar |

### Nizozemska
Trener: Roelant Oltmans
| 1. Guus Vogels (vratar) 2. Geert-Jan Derikx 3. Karel Klaver 4. Sander van der Weide 5. Ronald Brouwer 6. Taeke Taekema 7. Jeroen Delmee (kapetan) 8. Klaas Veering (vratar) 9. Teun de Nooijer | 1. Floris Evers 2. Teun Rohof 3. Rob Reckers 4. Matthijs Brouwer 5. Maikel Brekelmans 6. Roderick Weusthof 7. Timme Hoyng 8. Robert van der Horst 9. Marcel Balkestein |

### Pakistan
Trener: Asif Bajwa
| 1. Salman Akbar (vratar) 2. Imran Warsi 3. Sajjid Anwar 4. Muhammad Saqlain (kapetan) 5. Dilawar Hussain 6. Adnan Maqsood 7. Tariq Aziz 8. Rehan Butt 9. Muhammad Shabbir | 1. Nasir Ahmed (vratar) 2. Mudassar Ali Khan 3. Shakeel Abbasi 4. Imran Khan 5. Adnan Zakir 6. Muhammad Imran 7. Zeeshan Ashraf 8. Waqas Sharif 9. Akhtar Ali |

### Španjolska
Trener: Maurits Hendriks
| 1. Bernardino Herrera (vratar) 2. Santi Freixa 3. Miguel Delas 4. "Kiko" Fábregas (kapetan) 5. Andreu Enrich 6. Alex Fábregas 7. Pablo Amat 8. Eduardo Tubau 9. Jorge Rodriquez | 1. Ramón Alegre 2. Héctor González 3. Víctor Sojo 4. Xavier Ribas 5. Albert Sala 6. Rodrigo Garza 7. Eduard Arbos 8. Francisco Cortes (vratar) 9. David Alegre |

## Rezultati prvog dijela natjecanja
| 10. prosinca | Nizozemska | - | Pakistan   | 4 : 1 |
| 10. prosinca | Indija     | - | Španjolska | 1 : 2 |
| 10. prosinca | Australija | - | Njemačka   | 4 : 1 |
| 11. prosinca | Nizozemska | - | Njemačka   | 2 : 2 |
| 11. prosinca | Australija | - | Španjolska | 4 : 2 |
| 11. prosinca | Indija     | - | Pakistan   | 3 : 2 |
| 13. prosinca | Nizozemska | - | Španjolska | 3 : 2 |
| 13. prosinca | Indija     | - | Australija | 1 : 4 |
| 13. prosinca | Njemačka   | - | Pakistan   | 4 : 4 |
| 14. prosinca | Australija | - | Nizozemska | 3 : 2 |
| 14. prosinca | Njemačka   | - | Indija     | 1 : 0 |
| 14. prosinca | Pakistan   | - | Španjolska | 2 : 4 |
| 16. prosinca | Nizozemska | - | Indija     | 2 : 1 |
| 16. prosinca | Njemačka   | - | Španjolska | 2 : 3 |
| 16. prosinca | Australija | - | Pakistan   | 3 : 3 |

### Poredak nakon prvog dijela
```
 1. 
 Australija        5      4     1     0     (18: 9)      
13

 2. 
 Nizozemska        5      3     1     1     (13: 9)      
10

 
 3. 
 Španjolska        5      3     0     2     (13:12)       
9

 
 4. 
 Njemačka          5      1     2     2     (10:13)       
5

 
 5. 
 Indija            5      1     0     4     ( 6:11)       
3

 
 6. 
 Pakistan          5      0     2     3     (12:18)       
2
```

## Doigravanje
- za 5. mjesto

| 18. prosinca 2005. 15:00                 |       |                                                   |                                  |
| Indija                                   | 3 : 4 | Pakistan                                          | Suci: David Gentles Xavier Adell |
| K. Singh 2.' P. Singh 14.' G. Singh 64.' |       | Imran 33.' Ali 38.' Saqlain 48.' (k.u.) Butt 62.' | Suci: David Gentles Xavier Adell |

- za brončano odličje

| 18. prosinca 2005. 17:30                        |       |                           |                                      |
| Španjolska                                      | 5 : 2 | Njemačka                  | Suci: Satinder Kumar Jason McCracken |
| Freixa 13.', 69.' Fábregas 22.' Amat 41.', 57.' |       | Fürste 28.' Witthaus 59.' | Suci: Satinder Kumar Jason McCracken |

- za zlatno odličje

| 18. prosinca 2005. 20:00            |       |              |                                |
| Australija                          | 3 : 1 | Nizozemska   | Suci: John Wright David Leiper |
| Wells 21.' De Young 36.' Dwyer 62.' |       | Taekema 66.' | Suci: John Wright David Leiper |

## Najbolji sudionici
- najbolji strijelac:  Santi Freixa
- najbolji igrač:  Bevan George
- fair-play:  Španjolska

## Završni poredak
| Mj. | Momčad     |
| --- | ---------- |
| 1.  | Australija |
| 2.  | Nizozemska |
| 3.  | Španjolska |
| 4.  | Njemačka   |
| 5.  | Pakistan   |
| 6.  | Indija     |

| Pobjednici             |
| ---------------------- |
| Australija Osmi naslov |

## Vanjske poveznice
- Službene stranice  Arhivirana inačica izvorne stranice od 16. veljače 2008. (Wayback Machine)